# Oxysternon pteroderum
Oxysternon pteroderum là một loài bọ cánh cứng trong họ Bọ hung (Scarabaeidae).